# Přímořský rajón (Petrohrad)
Přímořský rajón (rusky: Примо́рский райо́н) je rajón ruského federálního města Petrohrad. Při sčítání lidu 2010 byla jeho populace 507 238 obyvatel; populace od sčítání lidu 2002 (393 960 obyvatel) prudce vzrostla.

## Administrativní členění
Přímořský rajón zahrnuje osadu Lisij Nos a sedm městských okruhů:
- № 65
- Lanskoje
- Kolomjagi
- Komendantskij aerodrom
- Lachta-Olgino
- Ozero Dolgoje
- Juntolovo

## Kancelář trollů
Od léta 2014 se v Přímořském rajónu nachází základna, ve které nejméně sto placených trolů šíří přes internet zprávy na podporu ruské propagandy. Před rokem 2014 byla tato základna umístěna v Olginu, ale v říjnu vyšlo najevo, že přibližně 250 zaměstnavatelů bylo přesunuto do čtyřpodlažní budovy na ulici Savuškina.